# Nanowar of Steel
A Nanowar of Steel egy olasz metal együttes. 2003-ban alakultak meg Rómában. Nevük a Manowar zenekar paródiája, továbbá egész pályafutásuk a heavy/power stílusok parodizálása köré épül. Eredetileg (2003-tól 2006-ig) egyszerűen csak Nanowar volt a nevük, 2006-ban Nanowar of Steel-re változtatták, ez a név pedig a honfitárs Rhapsody of Fire nevének paródiája. 2009-ben Magyarországon is koncerteztek, az After Music Clubban.

## Tagok
- Mohammed Abdul (Valerio) – gitár, billentyűk, ének
- Gattopanceri666 (Edoardo) – gitár, basszusgitár
- Uinona Raider (Alessandro) – dob, gitár, ének
- Potowotominimak (Carlo Alberto) – ének
- Baffo (Raffaello) – hang effektek, DJ

## Diszkográfia
- True Metal of the World (demó, 2003)
- Triumph of True Metal of the World (demó, 2003)
- Other Bands Play, Nanowar Gay! (album, 2005)
- Made in Naples (koncertalbum, 2007)
- Into Gay Pride Ride (album, 2010)
- Giorgio Mastrota (kislemez, 2012)
- Feudalesimo e libertà (kislemez, 2013)
- A Knight at the Opera (album, 2014)
- Tour-Mentone Vol. 1 (EP, 2016)
- A cena di Gianni (kislemez, 2018)
- Sottosegretari alla presidenza della repubblica del Truemetal (kollaborációs album, 2018)
- The Call of Cthulhu (kislemez, 2018)
- Stairway to Valhalla (album, 2018)